# Sergio García (motorcoureur)

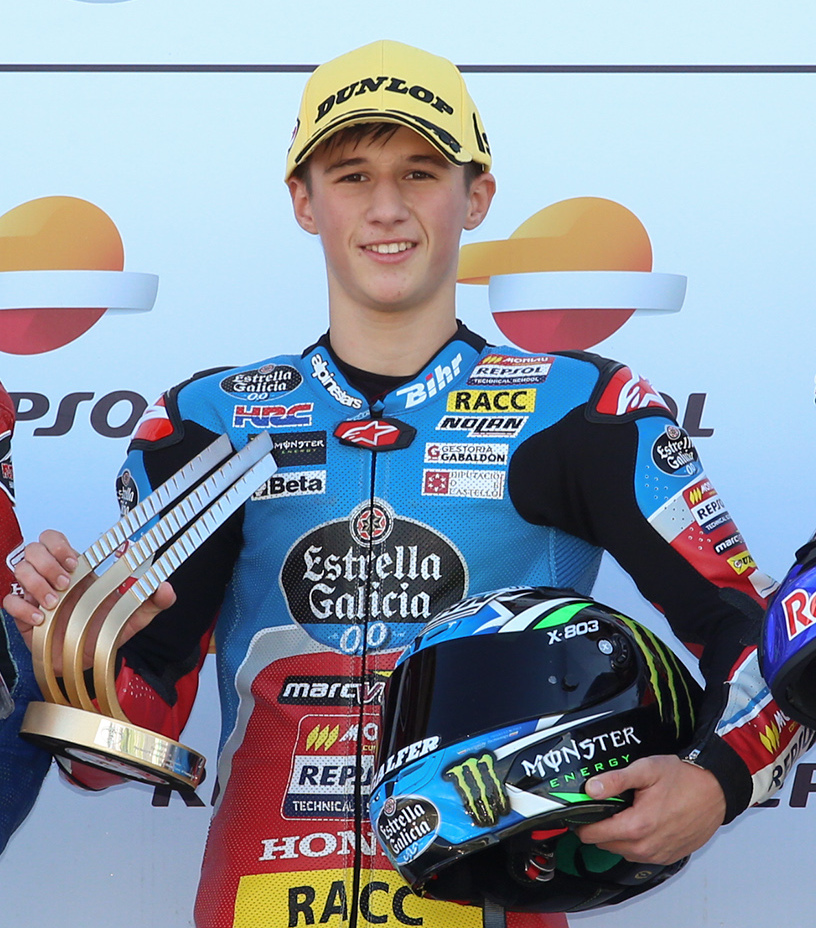
Sergio García in 2018

Sergio García Dols (Burriana, 22 maart 2003) is een Spaans motorcoureur.

## Carrière
In 2015 werd García kampioen in het Spaanse 80cc-kampioenschap, en in 2016 won hij het Pre-Moto3-kampioenschap. In 2017 debuteerde hij in het Spaanse Moto3-kampioenschap, waarin hij voor het Junior Team Estrella Galicia 0,0 op een Honda uitkwam. Hij won een race op het Circuit de Barcelona-Catalunya en behaalde in een andere race het podium, waardoor hij met 99 punten zevende werd in het eindklassement. In 2018 bleef hij hier rijden en won hij vier races op het Circuit Ricardo Tormo Valencia (tweemaal), het Circuit de Barcelona-Catalunya en het Circuito Permanente de Jerez. Met 132 punten verbeterde hij zichzelf naar de tweede plaats in de eindstand, alhoewel hij hiermee nog wel 77 punten achterstand had op kampioen Raúl Fernández.
In 2019 maakte García zijn debuut in de Moto3-klasse van het wereldkampioenschap wegrace voor het team Estrella Galicia 0,0 op een Honda. Hij moest wel de seizoensopener in Qatar missen omdat hij nog niet de minimumleeftijd van zestien jaar had bereikt, en de tweede race in Argentinië moest hij ook aan zich voorbij laten gaan vanwege een blessure die hij opliep in de opwarmsessie. In de eerste seizoenshelft wist hij weinig successen te boeken, met een elfde plaats in Duitsland als beste resultaat, maar naarmate het seizoen vorderde, verbeterden zijn prestaties ook. In de laatste zes races van het seizoen eindigde hij viermaal in de top 10; in de voorlaatste race in Maleisië behaalde hij zijn eerste podiumfinish met een tweede plaats achter wereldkampioen Lorenzo Dalla Porta, en in de seizoensfinale in Valencia wist hij zijn eerste Grand Prix-zege te boeken. Met 76 punten eindigde hij als vijftiende in het kampioenschap.

## Statistieken

### Grand Prix

#### Per seizoen
| Seizoen | Klasse | Motor      | Team                   | Races | Winst | Podiums | Poles | SR | Ptn | Pos |
| ------- | ------ | ---------- | ---------------------- | ----- | ----- | ------- | ----- | -- | --- | --- |
| 2019    | Moto3  | Honda      | Estrella Galicia 0,0   | 17    | 1     | 2       | 0     | 0  | 76  | 15e |
| 2020    | Moto3  | Honda      | Estrella Galicia 0,0   | 15    | 0     | 2       | 0     | 3  | 90  | 9e  |
| 2021    | Moto3  | GasGas     | GasGas Aspar Team      | 16    | 3     | 6       | 1     | 1  | 188 | 3e  |
| 2022    | Moto3  | GasGas     | GasGas Aspar Team      | 20    | 3     | 10      | 1     | 0  | 257 | 2e  |
| 2023    | Moto2  | Kalex      | Pons Wegow Los40       | 20    | 0     | 0       | 0     | 0  | 84  | 15e |
| 2024    | Moto2  | Boscoscuro | MT Helmets – MSi       | 20    | 2     | 5       | 1     | 2  | 191 | 4e  |
| 2025*   | Moto2  | Boscoscuro | QJMotor - Frinsa - MSi | 5     | 0     | 0       | 0     | 0  | 3   | 27e |
| Totaal  | Totaal | Totaal     | Totaal                 | 113   | 9     | 25      | 3     | 6  | 889 |     |

#### Per klasse
| Klasse | Seizoenen  | 1e GP          | 1e podium     | 1e winst       | Races | Winst | Podiums | Poles | SR | Ptn | Kampioen |
| ------ | ---------- | -------------- | ------------- | -------------- | ----- | ----- | ------- | ----- | -- | --- | -------- |
| Moto3  | 2019-2022  | Amerika's 2019 | Maleisië 2019 | Valencia 2019  | 68    | 7     | 20      | 2     | 4  | 611 | 0        |
| Moto2  | 2023-heden | Portugal 2023  | Qatar 2024    | Amerika's 2024 | 45    | 2     | 5       | 1     | 2  | 278 | 0        |
| Totaal | 2019-heden | 2019-heden     | 2019-heden    | 2019-heden     | 113   | 9     | 25      | 3     | 6  | 889 | 0        |

#### Races per jaar
(vetgedrukt betekent pole positie; cursief betekent snelste ronde)
| Jaar | Klasse | Motor      | 1      | 2       | 3       | 4       | 5       | 6      | 7       | 8      | 9       | 10      | 11     | 12      | 13      | 14      | 15      | 16      | 17      | 18     | 19     | 20      | 21  | 22  | Pos | Ptn |
| ---- | ------ | ---------- | ------ | ------- | ------- | ------- | ------- | ------ | ------- | ------ | ------- | ------- | ------ | ------- | ------- | ------- | ------- | ------- | ------- | ------ | ------ | ------- | --- | --- | --- | --- |
| 2019 | Moto3  | Honda      | QAT    | ARG DNS | AME 19  | SPA DNF | FRA DNF | ITA 13 | CAT DNF | NED 15 | DUI 11  | TSJ DNF | OOS 27 | GBR 19  | SMR DNF | ARA 7   | THA 14  | JPN 5   | AUS DNF | MAL 2  | VAL 1  |         |     |     | 15  | 76  |
| 2020 | Moto3  | Honda      | QAT 11 | SPA 17  | AND 8   | TSJ 16  | OOS 16  | STI 10 | SMR 25  | EMI 17 | CAT 4   | FRA 11  | ARA 19 | TER DNF | EUR 2   | VAL 2   | POR 4   |         |         |        |        |         |     |     | 9   | 90  |
| 2021 | Moto3  | GasGas     | QAT 4  | DOH 23  | POR 8   | SPA 13  | FRA 1   | ITA 9  | CAT 1   | DUI 7  | NED 2   | STI 2   | OOS 1  | GBR 16  | ARA 18  | SMR 4   | AME DNS | EMI     | ALG DNF | VAL 2  |        |         |     |     | 3   | 188 |
| 2022 | Moto3  | GasGas     | QAT 2  | INA 4   | ARG 1   | AME DNF | POR 1   | SPA 2  | FRA 7   | ITA 1  | CAT 4   | DUI 3   | NED 3  | GBR DNF | OOS 5   | SMR DSQ | ARA 13  | JPN 4   | THA DNF | AUS 3  | MAL 3  | VAL 3   |     |     | 2   | 257 |
| 2023 | Moto2  | Kalex      | POR 15 | ARG 5   | AME DNF | SPA 11  | FRA 10  | ITA 10 | DUI 11  | NED 13 | GBR DNF | OOS 8   | CAT 4  | SMR 11  | IND 4   | JPN DNF | INA 8   | AUS DNF | THA DNF | MAL 25 | QAT 17 | VAL DNF |     |     | 15  | 84  |
| 2024 | Moto2  | Boscoscuro | QAT 3  | POR 6   | AME 1   | SPA 4   | FRA 1   | CAT 2  | ITA 4   | NED 3  | DUI 7   | GBR 4   | OOS 14 | ARA DNF | SMR 12  | EMI DNF | INA DNF | JPN 14  | AUS 9   | THA 12 | MAL 14 | SOL 6   |     |     | 4   | 191 |
| 2025 | Moto2  | Boscoscuro | THA    | ARG     | AME     | QAT 19  | SPA 22  | FRA 13 | GBR 16  | ARA 20 | ITA     | NED     | DUI    | TSJ     | OOS     | HON     | CAT     | SMR     | JPN     | INA    | AUS    | MAL     | POR | VAL | 27* | 3*  |

* Seizoen nog bezig.